# Nolai Szent Paulinus
Nolai Szent Paulinus, születési nevén Pontius Meropius Anicus Paulinus (Bordeaux, 353 – Nola, 431. június 22.) nolai püspök, ókeresztény költő.

## Élete
Paulinus gazdag szenátor családban született 353-ban. Ausonius tanítványa volt, és már 378-ban consul suffectus lett. Lassan érlelődött meg benne az az elhatározás, hogy a nyilvános élettől visszavonul, és minden földi javáról lemond. 389-ben keresztelkedett meg, 393-ban Barcelonában presbiterré szentelték, majd feleségével Therasiával Nolába vándorolt, védőszentje Nolai Szent Félix sírjához.
Nolában szigorú szerzetesi életet kezdett, amit felesége is követett. Kortársai a keresztény lemondás és szeretet példaképét látták benne. 409-ben a város püspökévé választották. 22 évnyi szolgálat után 431-ben halt meg. Mintegy 78 éves lehetett ekkor.
A Római katolikus egyház szentként tiszteli, és június 22-én üli meg emléknapját.
A hagyomány neki tulajdonítja a harang feltalálását.

## Művei
Paulinus tehetséges költő volt. A következő munkái maradtak fenn: 
- évenként Szent Félix ünnepén (január 14.) a szent tiszteletére írott költeményeiből (Carmen natalicia) tizenhármat, illetve egynek töredékeit ismerjük;[2]
- három zsoltár-parafrázis, amelyekkel a keresztény líra új műfaját teremtette meg;[1]
- „ad Antonium”, a pogány vallások tévelygéseiről;[1]
- „Juliani et Jae” című keresztény költemény 120 disztichonban;[1]
- 2 költemény Ausoniushoz címezve[2]
- 30 levél kortársaihoz (Tours-i Szent Márton, Szent Ágoston, Sulpicius Severus). A levelek jó források a korabeli vallásos élet (elsősorban a liturgiai és liturgián kívüli hitbuzgalmi élet) vizsgálatához.[2]

## Művei aPatrologia Latina-ban
- Jacques Paul Migne (szerk.). 61. kötet, Patrologia Latina ( → hely: Patristica.net) (1841–1855). Hozzáférés ideje: 2016. szeptember 4.

## Művei magyarul
- Himnuszok In: Sík Sándor: Himnuszok könyve, Szent István Társulat, Budapest, 1943, 109–117. o.